# Neuse Forest
Neuse Forest és una concentració de població designada pel cens dels Estats Units a l'estat de Carolina del Nord. Segons el cens del 2007 tenia 1.504 habitants.

## Demografia
Segons el cens del 2000, Neuse Forest tenia 1.426 habitants, 526 habitatges i 460 famílies. La densitat de població era de 186 habitants per km².
Dels 526 habitatges en un 35% hi vivien nens de menys de 18 anys, en un 80,8% hi vivien parelles casades, en un 4,9% dones solteres, i en un 12,4% no eren unitats familiars. En el 10,1% dels habitatges hi vivien persones soles el 3,2% de les quals corresponia a persones de 65 anys o més que vivien soles. El nombre mitjà de persones vivint en cada habitatge era de 2,71 i el nombre mitjà de persones que vivien en cada família era de 2,88.
Per edats la població es repartia de la següent manera: un 24,8% tenia menys de 18 anys, un 4,6% entre 18 i 24, un 26,9% entre 25 i 44, un 31,6% de 45 a 60 i un 12,1% 65 anys o més.
L'edat mediana era de 42 anys. Per cada 100 dones de 18 o més anys hi havia 100,6 homes.
La renda mediana per habitatge era de 67.222 $ i la renda mediana per família de 70.284 $. Els homes tenien una renda mediana de 38.889 $ mentre que les dones 30.556 $. La renda per capita de la població era de 29.828 $. Cap de les famílies i l'1,1% de la població estaven per davall del llindar de pobresa.

## Poblacions més properes
El següent diagrama mostra les poblacions més properes.